# 日本のロック
日本のロック（にほんのロック、にっぽんのロック）では、日本におけるロックについて解説する。ロックの範囲には様々な定義が考えられるが、ここではポップ・ミュージックなども含めた広い意味でのロックを指すこととする。

## 呼称
1980年代後半にJ-POPという言葉が生まれ、その派生語としてJ-ROCKという言葉が使われたとするネット記事は、誤りで"J-ROCK"という言葉は、カルメン・マキの1979年のアルバム『ナイト・ストーカー』に収録された曲のタイトルに既に使われている。（詳細は後述）。
1990年代に、マーケット用語としてJ-ROCKという名称を使用していたが、J-POPとは異なり、日本では浸透しなかった。本来の「日本のロックミュージック」という意味合いとは異なる。CDレンタル業界では、J-ROCKというジャンルが使用されることもある。また、邦楽ロック（邦ロック）という呼称が用いられることもある。

## 歴史

### ロカビリー・ブーム
第二次世界大戦以後、1945年から1950年代前半にかけて、進駐軍を通じてアメリカのポピュラー音楽が日本に持ち込まれた。1955年にアメリカで大ヒットしたビル・ヘイリー&ヒズ・コメッツの「ロック・アラウンド・ザ・クロック」は同年にはダーク・ダックスと江利チエミによってそれぞれ別の日本語訳詞によってカバーされ、日本語での最初のロックンロール・レコードとも言われる。1956年のエルビス・プレスリーの「ハートブレイク・ホテル」は小坂一也とワゴン・マスターズによってカバーされ、その年のNHK紅白歌合戦に出場するまでになった。1958年にはミッキー・カーチス、平尾昌章、山下敬二郎が「ロカビリー三人男」として売り出され、1958年2月には第1回日劇ウエスタンカーニバルが開催されるなどロカビリー人気は本格化していった。しかし1959年にはカバー曲よりもオリジナル曲がヒットするようになり、また楽曲の歌謡曲化によりロカビリー・ブームは沈静化していった。佐野史郎は日本のジャズメンが戦後ジャズを綿々と研究してきたのに比べて、日本のロックミュージシャンはロックをちゃんと研究せず、中でもロカビリーが一番悪い」などと辛辣な自論を述べている。
しかし、ロカビリー風は一部で残り、神奈川県横浜市で1972年結成キャロル (バンド)や、1979年結成横浜銀蝿は1980年代のバイクブームの波をうけ活躍した。

### テレビの普及とエレキ・ブーム
1959年6月にはフジテレビで音楽番組「ザ・ヒットパレード」の放送が開始される。1960年にニール・セダカの「恋の片道切符」をロカビリー三人男がカバーしたのを皮切りに、1960年代に入るとアメリカン・ドリームを歌うアメリカの翻訳ティーン・ポップが隆盛となった。1962年にはチャビー・チェッカーのカバーした「ザ・ツイスト」からツイストがブームとなった。1963年には坂本九の「上を向いて歩こう」が「SUKIYAKI」のタイトルで全米1位を獲得した。
1964年には藤本好一（ブルー・ジーンズ）がカバーしたアストロノウツの「太陽の彼方に」や、橋幸夫の和製サーフィン「恋をするなら」がヒットし、サーフィン・ブームとなった。「パイプライン」「キャラバン」といったベンチャーズの演奏した曲もヒットし、彼らを真似たエレキギターを使ったインスト・バンドが日本にも多数誕生した。代表的なバンドとしては寺内タケシとブルージーンズ、加山雄三のザ・ランチャーズなどがある。
1964年に開催の東京オリンピックに合わせて、新しいメディアであるテレビが急速に普及した。1965年1月にはアストロノウツとベンチャーズの来日合同公演が行われ、エレキ・ブームは大いに盛り上がりをみせた。1965年6月よりフジテレビで「勝ち抜きエレキ合戦」の放送が開始され、ロックを担う若者の育成に一役を買った。1965年には加山雄三主演の映画『エレキの若大将』が公開された。

### フォークソング・ブーム
1950年代後半から1960年代前半にかけて、アメリカでは伝統的なフォークソングに社会性を盛り込んだフォークソングのリバイバル運動が活発化していった。代表的なシンガーとしてはピート・シーガー、ジョーン・バエズ、ボブ・ディランなどがおり、若者たちの熱烈な支持を受け、ブラザース・フォアなどのカレッジ・フォークのグループが誕生した。このムーブメントは日本にも影響を与え、都会の大学生を中心にモダン・フォークが広まっていった。1966年のマイク真木の「バラが咲いた」は和製フォークとして初の大ヒット曲となり、以降日本のフォークシンガーはカバー曲でなくオリジナル曲を積極的に歌うようになっていった。1960年代後半にはより日本という風土に根ざしたフォークを歌う五つの赤い風船、高石友也、岡林信康といった人やグループが登場した。
1969年から1971年にかけて3回開催された日本初の野外フェスティバル「全日本フォークジャンボリー」は中津川フォークジャンボリーという名でも良く知られている。
1971年から、大阪の天王寺公園野外音楽堂で5月のゴールデンウィークに大規模な野外コンサート「春一番」が開催された。

### グループサウンズ・ブーム
1966年6月29日、ビートルズが来日し、社会現象として語られるほどの熱狂ぶりを示し、彼らを代表とするリバプールサウンドに触発されたグループ・サウンズのブームが到来した。初期のブームを牽引したのはザ・スパイダースとブルー・コメッツであり、ビートルズ来日前から活動していたスパイダースは日本におけるグループサウンズの原型を確立し、ブルー・コメッツの「青い瞳」はリバプールサウンドとはまた違う独自のサウンドを示した。最盛期の1967年から1968年にかけて、特に人気のあったのが沢田研二を擁するザ・タイガースと、萩原健一を擁するザ・テンプターズで、タイガースは「シーサイド・バウンド」「モナリザの微笑」「君だけに愛を」「シー・シー・シー」など、テンプターズは「神様お願い!」「エメラルドの伝説」などが大きくヒットした。他にもザ・ゴールデン・カップス、ザ・カーナビーツ、オックス、ザ・ジャガーズ、ヴィレッジ・シンガーズ、ザ・ワイルドワンズ、ザ・モップスといった多数のバンドが活躍した。

### 「日本のロック」の誕生
1960年代末、グループ・サウンズが商業化していくの反して、反体制的なアングラな文化から生まれたフォークソングが注目されるようになった。1968年、アングラ・フォーク・シーンから登場したザ・フォーク・クルセダーズの「帰って来たヨッパライ」が大きくヒットし、ジャックスのアルバム『ジャックスの世界』が発売された。ジャックスのアルバムは当時はほとんど売れず、1970年代後半に再評価された。
1969年に『パックインミュージック』（TBSラジオ）の川口忠恭ディレクターと洋楽評論家で同番組のパーソナリティだった福田一郎が、ロックが全く根付いてなかった日本に何とかロックを根付かせたいと、ロック・フェスティバルの開催を企画し、構想の実現に向け奔走、『パックインミュージック』の枠を超え、1969年9月28日に『ミュージック・マガジン』社の主催により東京厚生年金会館で、第1回ロック・フェスティバルの開催に漕ぎつけた。出演者はザ・ゴールデン・カップス、内田裕也とザ・フラワーズ、チューリップス、ブルース・クリエイション、エディ藩グループ、成毛滋、増尾好秋らで、まだ知名度が低く、関係者は繁華街でビラを配って回った。福田は大会プログラムに「レコードによって海外の人気グループの演奏に耳馴れたファンにとっては、このフェスティバルの出演グループの演奏は水準が低く、模倣に過ぎない、と聞こえるかも知れない。しかしこのような段階を経ずして成長はあり得ない」などと書いた。ロック・フェスティバルは第3回まで続けられた。
加藤和彦は『The Music』1979年1月号の泉谷しげるの対談で、具体的にどこを起点にしているのか話してはいないが、「10年たった日本のロック」と発言しており、加藤は日本のロックの始まりを1968年に置いている。
1970年には細野晴臣、大滝詠一、松本隆、鈴木茂の4人によるはっぴいえんどがデビュー、アルバム『はっぴいえんど』と『風街ろまん』は日本語のロックを確立させた名盤として評価されている。
またこの時期に音楽雑誌『ニューミュージック・マガジン』で「ロックは日本語で歌うべきか、英語で歌うべきか」という日本語ロック論争が起こる。
2012年ぴあ発行『R&Rぴあ』での「1972-2012 日本のロック40年史」では、その始まりをキャロルのデビューに置いている。
1971年8月に岐阜県の中津川市で、当時のロックミュージシャンやフォークシンガーが多数参加して開催された第3回全日本フォークジャンボリーに於いて、吉田拓郎が一躍脚光を浴び、英雄視されたことを境に、フォークが隆盛し、ロックが沈静化していった、フォークとロックの大まかな分岐点ともなった、との論調もある。
アングラ・フォークに呼応するかのように、日本のロックもよりアート志向のニュー・ロックの時代を迎えた。70年代のニューロックのバンドには沢田研二、萩原健一らが結成したPYGや、パワーハウス、ブルース・クリエイションなどがあった。また、70年代のハードロック・バンドとしては紫、コンディション・グリーン、BOWWOWなどが活動した。クリエイションやCharらは、ジェフ・ベック・スタイルのロックを演奏した。
GS出身の立川直樹が「日本のロックは、いまどこに… フォークの波にのまれたのか ロック・アーチストの哀しい眼差しが気になる ROCK in JAPAN」というタイトルで『guts』1972年8月号に寄稿し、当時の日本に於けるロックの状況を嘆いている。「昨年（1971年）、あれほどまでに盛んに行われたロック・コンサートが、今年はあまり開かれないという。日本のロックは今、どうなっているのだろう」と前置きし、GSブームが始まった1967年頃から、ほとんどの町にはいわゆるゴーゴーホールが開場し、全盛期には東京だけでも数え切れないくらいあり、GSに属さないブルースやR&Bをベースにしたミュージシャンもお客のあまり入ってない時間には、自分たちの好きなブルースを演奏することができた。ゴーゴーホールの経営者からは「踊れないような曲は演奏するな！」と釘を刺されても、自分たちなりに楽しむことはできていた。しかしGSブームの崩壊とともに、経営者は自分たちの尺度でバンドを選び始め、そのような状況が年々強まり、ゴーゴーホールはロック・ミュージシャンにとって、まったく魅力のない場所になってしまい、活動場所の問題で頭を悩ますことになった。またロックの常打ちホールが余りにも少な過ぎて、出演グループは偏重したものになっており、ホールの定員が少ないこともあって、そのギャラではロック・グループは維持できない。ワン・ステージが数万円のギャラでは、4ー5人の男が暮らしていくことは不可能で、当然いい楽器を買うこともできず。1960年代後半から外国アーチストの来日コンサートが相次ぎ、最高の設備で最高の音を出し、日本のロックファンも耳が肥えている状況があった。それまで外国の楽器は、ギブソンかフェンダーと相場が決まっていたが、それに加えてマーシャルやサウンド・シティといった素晴らしい楽器を目の当たりにした日本のロック・ファンは、日本のミュージシャンが2年がかりの月賦をやっと払い終えたばかりのアンプとギターを持ってステージに上がっても、すでに満足しなくなってきている。さらに1971年秋頃から、一時のGSブームを思わせるスピードで抬頭してきたフォークソング・ブームに押され、重要な資金源（?）であった夏のコンサートが、昨年夏に比べると、ずっと少なくなってしまった。このフォークソング・ブームの影響は、表面的なことだけではなく、日本語で歌うロック・ミュージシャンと、そうでないロック・ミュージシャンの間に溝を作り始めている。それはロック・ミュージシャンから「フォークのあれ、日本語なのか。こっちが照れて恥ずかしくなる歌詞だな」等の発言に、"日本語のフォーク"が"日本語のロック"に大きな影響を与えていることが分かる。一時は数えきれないほどいたロック・グループも、今では20そこそこになってしまっている」などと論じている（三分の一程度の要約）。
『月刊明星』1976年12月号の特集『'76フォーク&ロック資料館』のうち、「有望アーチスト名鑑」というコーナーがあり、『月刊明星』が今後有望と見なすアーチストを紹介している。当時は多くのマスメディアで「ニューミュージック」という言葉が使われていたが、『月刊明星』は頑なに「ニューミュージック」という言葉を使用せず「フォーク&ロック」という言葉を長く使用した。この「有望アーチスト名鑑」というコーナーでは、「ロック・ブームへ！」「ビューティフルなフォークを！」「ポップな感覚派！」という3つの小見出しで分け、「ロック・ブームへ！」では「歌謡曲のバックにもロック・サウンドが使われるようになり、激しいリズムが若者たちに受け入れられ始めている。これにつれレコード会社もロック・グループに力を入れ始め、海外録音がさかんだ。クリエイション、上田正樹を筆頭にロックはこれからますます勢いをつけそうだが、次々と新しいミュージシャンが現われてきた。なかでも女性ヴォーカリストの活躍が目ざましい。カルメン・マキ&OZ、矢野顕子、金子マリ&バックスバニーなど」などと書かれ、他に、ソー・バッド・レビュー、憂歌団、紫、BOWWOW、めんたんぴん、センチメンタル・シティ・ロマンス、矢沢永吉、ジョニー大倉、桑名正博、チャー（竹中尚人）、山内テツ、井上堯之ウォーターバンド、ゴダイゴ、ティン・パン・アレー、ムーン・ライダーズが紹介されている。「ビューティフルなフォークを！」では「フォークも弾き語りふうから、ビューティフルなサウンド作りが多くなっている」と解説し、因幡晃、田山雅充、大塚博堂、山崎ハコ、川村ゆうこ、中島みゆき、やまがたすみこ、丸山圭子、荒井由実、ハイ・ファイ・セット、さだまさし、田口清、伝書鳩、古時計、バースデーが紹介されている。「ポップな感覚派！」では「都会的な感覚でハイ・センスな音楽をめざしているのが、吉田美奈子、大貫妙子、尾崎亜美などで、ここでも女性ヴォーカリストの進出が目ざましい。ニューヨークで初LPを録音した山下達郎や都会派を自認する南佳孝などがヒットを飛ばしそう。ウェスト・コースト・ロックを目ざす女性3人組、マザー・グース、愛奴から独立した浜田省吾、なつかしのカレッジ・ポップスふうのレイラなどが新しいサウンドを作り出していきそうだ」と書かれており、文中に「シティポップ」やその類義語の使用はないが、1976年の時点で「シティポップ」の概念を指摘する論調があった。
「日本のロックの歴史」が活字メディアで取り上げられたのは、1978年にChar、原田真二、世良公則&ツイストの「ロック御三家」が盛んにメディアに登場したのが最初である。「ロック御三家」がメディアに取り上げられたことで、ようやく「日本のロックの歴史」が論じられるようになった。それまでの「日本のロック」はマイナーでメディアに取り上げられるようなジャンルではなかった。『Young Rock』1978年10月号（徳間書店）が5頁に渡り、「日本のロックの歴史」を論じている。執筆は音楽評論家の越谷政義で、メインタイトルは「日本のロックが今、太平洋を越える！」で、日本のロックが1963年のアメリカビルボードで週間1位を獲った坂本九のシングル「SUKIYAKI」のように海外でも成功して欲しいという願望を込めたものだった。越谷が一番大きく取り上げているのが沢田研二で、沢田がこれからグローバルな活躍が出来るか否かは、ブライアン・エプスタインやアンドリュー・ルーグ・オールダムのようなエグゼクティブ・プロデューサーを持てるか否かが条件と論じている。また越谷は「日本のロックの歴史」として1969年のグループ・サウンズ終盤をその始まりに置き、そのサウンドはインターナショナルに太刀打ちできるものでなかったが、そこから日本のロックが、サウンド的にもムーブメント的にも、一つの方向性をはっきりさせた。以降の言及は要約すると以下の通り。「1960年代後半から、サディスティック・ミカ・バンド、ブルース・クリエイション、フラワー・トラベリン・バンド、ミッキーカーチス&サムライらが海外公演を行ったが、1970年代に入るとそれまで年数回だった海外アーティストの公演が増え、一流のロック・グループの演奏を目のあたりにして、日本のロック・ミュージシャンも大きな刺激を受けた。しかし当時は"日本のロック"はビジネスにならなかった。そんな中で、日本のロック・ミュージシャンに力強い激励となったのが、山内テツのフェイセズ参加だった。活動は短期間だったが、世界のトップ・ミュージシャンとして注目されたことだけでも意義ある快挙だった。日本のロックがレコードビジネスからも興行側から見てもビジネスとして成り立つことを証明したのが、キャロル、四人囃子、サディスティック・ミカ・バンド、ガロ。これらはほとんどロックとは無関係だった日本の音楽界に、ニューミュージック／ジャパニーズ・ロックという流れから浮上したものである。どちらかといえば、ロックよりも後発だったニューミュージック系が先にメジャーになり、日本のロックはメジャーな部分には乗りきれなかった。そうした動きが昨年（1977年）あたりから、はっきりした形で表面化してきた」と書き、最後にChar、原田真二、世良公則&ツイストの「ロック御三家」とレイジーを取り上げている。
1977年11月25日にシングル「あんたのバラード」でプロデビューした世良公則&ツイストの世良公則は「当時の日本の音楽業界にはロックバンドがなくて、ぼくらが最初。実力のある方が多かったんですけど。先輩のロックミュージシャンたちは、メジャーからは距離を置き、アンダーグラウンドで活動していた」などと述べている。
バンド：はちみつぱい、ブルース・クリエイション、フライド・エッグ、フラワー・トラベリン・バンド、村八分、頭脳警察、サディスティック・ミカ・バンド、ファニー・カンパニーなど。浅川マキ、遠藤賢司、高田渡、加川良、三上寛、あがた森魚、友部正人、吉田拓郎、井上陽水、泉谷しげるなど。

### 1970年代
- 日本人ロック表拍ノリ論争：日本、日本人の音楽には最初の1拍を打つ表拍の曲が多いと指摘される事がある[35]。ダウンビート
- ヤマハ主催コンテスト：1970年代後半 - 1980年代前半にかけて開催されたヤマハ主催のコンテストである「EastWest」および「8・8ロックデイ」、「ヤマハポピュラーソングコンテスト（ポプコン)」がバンドの登竜門的な役割を果た。
- ニュー・ミュージック
- ジャパノイズと後に呼ばれる音楽も始まる。
- 歌謡ロックとAOR
- アイドル歌謡曲：1976年3月発売のキャンディーズ「春一番」等のヒット曲がある。山口百恵、ピンクレディー、キャンディーズ、中森明菜、松田聖子、沢田研二、郷ひろみ、小泉今日子、中山美穂、工藤静香等は国民的人気を得た。
- ガールズバンド
- 吉祥寺マイナー：東京都武蔵野市吉祥寺に存在した邦楽アンダーグラウンドシーン。パンク・ニューウェイブ・ノイズ・フリー・ジャズ・即興演奏・ニュー・ジャズ、現代音楽、プログレッシヴ・ロック等。
- 左翼パンクロック：新左翼・全共闘・全学連などによる政治運動が激化した時期の最後1972年にレコードデビュー頭脳警察や、1979年結成自閉体を母体として1980年ザ・スターリンなどが東京都杉並区高円寺等で活動。1970年メジャーデビュー忌野清志郎率いるRCサクセション等が活動。パンク・ロック、ハードコア・パンク。
- めんたいビート：九州の福岡県福岡市を中心に1970年代から1980年代にかけて勢いを持った福岡発のブルースロック、パンクロック、ブリティッシュビート等に多大な影響を受けた音楽やムーブメント。サンハウスをその源流とし、山部善次郎、THE MODS、また北九州市ではザ・ルースターズ等が活動。「めんたいロック」とされることもある。
- テクノ、ニュー・ウェイヴ：YMO（1978年）。
- 湘南サウンド：サザンオールスターズ（1978年）。
- シティ・ポップ：1970年代後半のシティ・ポップはロックやAORの影響が在るとされる。
- 新宿〜中野、中央線沿線パンクロック、インディーズ、ガレージパンク、モッズシーン：1976年ライブハウス新宿ロフトオープン。LAUGHIN' NOSE、有頂天、THE WILLARD、筋肉少女帯、ニューロティカ。1993年ガレージパンクバンドTeengenerate等が活動。ナゴムレコード。1980年10月ライブハウス新宿JAMがオープン、新宿にはモッズシーンが存在していた。THE　COLLECTORS等が活動。

### 1980年代
- バイクブームとヤンキー・ロックンロール：オートバイ、暴走族、不良、湘南文化などを基礎にした音楽の流行。尾崎豊が有名。
- ヘヴィメタル、ジャパニーズ・メタル
- ロックンロール・オリンピックが毎年開催される様になる。
- ハードロックシーン：海外のハード・ロックの影響を受けているバンドが多く活動。中村あゆみ『翼の折れたエンジェル』（1985年）、レベッカ『フレンズ』（1985年）、HOUND DOG『ff (フォルティシモ)』（1985年）、KODOMO BAND『SILENT SURVIVOR』（1986年）等
- フォークロック：長渕剛『乾杯』（1980年）、浜田省吾『J.BOY』（1986年）。浜田省吾が設立した音楽事務所には1990年代以降尾崎豊、スピッツ、斉藤和義らが所属する事になる。
- ロックの大衆化 ホコ天イカ天：1980年代末からはホコ天（歩行者天国）発のバンドブームに伴って多数のバンドが路上演奏をするようになる。アマチュアバンドコンテストTV番組1989年三宅裕司のいかすバンド天国は更にバンド人気に拍車をかけた。

### 1990年代
- バンドブームとJ-ROCK：1980年代終盤から1990年代前半にかけて、アイドルやヒットチャート番組の衰退と入れ替わるようにして起こったロックバンドの一大ブーム。ビーイングブーム、ビートロック、デジタルロックなど。
- 渋谷系：1990年代は当時の若者文化の中心地の東京都渋谷を震源地として、小山田圭吾 と小沢健二の二重奏デュオのフリッパーズ・ギターに代表される渋谷系と後に呼ばれる音楽ジャンルが人気となった。
- ヴィジュアル系バンド・ブーム
- アニメソング：1980年代から1990年代にはTVアニメ番組の主題歌もロック調のものが増える。1990年代後半頃より東京都千代田区秋葉原電気街を中心にアキバ系と呼ばれる音楽文化が徐々に醸成される。
- サイケデリック・ロックや、グラム・ロックや、ガレージ・ロックやラテン・ロックといったジャンルのバンドも登場した。
- ユーロビート

### 2000年代
- ミクスチャー・ロック
- メロコア
- メタルコア：Crossfaith、CRYSTAL LAKEなど。
- メロディックスピードメタル：GALNERYUSなど。
- スカコア、スカパンク
- 青春パンク
- ジャズ・ロック：1998年椎名林檎「幸福論」でデビュー、東京事変でも活動。スムースジャズ。
- 下北系ギターロック
- 残響レコード
- 2000年代にロック・フェスティバルが隆盛：1996年に日比谷野外音楽堂にて野外音楽イベントSWEET LOVE SHOWER始まる。1997年に開催FUJI ROCK FESTIVALの他、RISING SUN ROCK FESTIVAL、SUMMER SONIC、ROCK IN JAPAN FESTIVALなどが次々開催された[36]。

- ボカロ：VOCALOIDを使用したロック調の曲がVOCAROCKと呼ばれるようになり、2010年にはコンピレーションアルバム『VOCAROCK_collection_feat._初音ミク』がリリースされる[37]。
- アイドル戦国時代と地下アイドル：東京新宿区四ッ谷にライブハウス「四ッ谷サンバレイ」（現四谷Honey Burst）が開業、ここが多くの地下アイドルの活躍の場になる。活動拠点は東京秋葉原、東京都中野、全国各地のライブハウスに拡大。

### 2010年代
- カワイイメタル：BABYMETALに代表される、J-POPとヘヴィメタルを融合させたスタイル。
- ラウド・ロック、スクリーモ
- オルタナティブ・ロック、エモ
- マス・ロック
- シューゲイザー
- ポストロック
- エレクトロニック・ダンス・ミュージック（EDM）ロック
- ネオ・シティ・ポップ

## J-ROCK
2005年に刊行された烏賀陽弘道の著書『Jポップの心象風景』により、「J-POP」の発祥はJ-WAVEが定説になったが、これ以前に1999年刊行の『ロック・クロニクル・ジャパンVol.2』の中で、評論家・大須賀猛が「J-POP」の言葉の起源を論じている。大須賀猛は「J-ROCK」が先にあった上での「J-POP」の発祥であろうと考え、1979年に「J-Rock」という曲を作ったカルメン・マキに取材を行った。タイトルに「J-Rock」と付けた理由について、カルメン・マキは「アルバムは全曲ロサンゼルス録音で、全曲英語の企画だったことから、日本で生まれ育って日本語で表現してる歌い手なんだってことは刻印しておきたかった」と明確な意図があって「J-Rock」と命名したと話した。この評論は3頁と短く、後半はプロデューサー論になるため、「J-POP」の起源を論じた記述は短いが、大須賀は1986年に浜田省吾がアルバム『J.BOY』を発表した辺りから、「J」という記号が軽みを帯び始め、「J-POP」より先にあった「J-ROCK」という、ロックと呼ぶには軽すぎ、ポップスと言えるほど娯しくはなく、歌謡曲のヘリテイジは受け継いでいない、ロックという言葉にも遠慮したような、ちょっと恥ずかしいネーミングがあり、外資系のCDショップが「J-POP」という言葉を作ったのではないかと推察している。つまり、外資系のCDショップの商品の主力は洋楽のため、ジャンル名もアーティストも横文字。日本の音楽だけタテ文字ではかっこ悪く、それ等を分けるために「J-POP」という言葉を作った。カルメン・マキや浜田省吾の立ち位置が日本の側にあり、アンビバレントな思いでアイロニカルな意味を込めながら用いた「J」という記号は、英語圏の側からごくあっさり、無味無臭な記号として採用された、等と論じている。大須賀はこの時点では「J-POP」が「J-WAVE」の発祥とは全く気付いていなかった。
タイトルに「J-ROCK」、または「Jロック」が使われた書籍としては、1989年『J-ROCK EARLY DAYS STRONG SELECTION』（キティエンタープライズ）、1990年『日本ロック大系 : 1957-1979 Complete history of J-rock』（白夜書房）、1993年『ザ・ライブ! : Jロック・ヒット・コレクション』（ケイ・エム・ピー）、1994年『最新！！Jロック・リクエスト』（ドレミ楽譜出版社）、1996年『J-ROCKベスト123 1968-1996』（講談社）、1998年『J-rock'sバイブル』（ジェイロックマガジン社）など、1990年代以降は多数刊行されている。

## 日本のロック・バンド
インディーズの詳細については、インディーズの項に掲載されているので、そちらを参照。

## 日本のロックコンサート・ロックフェスティバル
- CROC ROCK FESTIVAL 2012
- DRIVE TO 2000
- LIVE福島 風とロックSUPER野馬追
- LOUD∞OUT FEST
- LUNATIC FEST.
- POCARI SWEAT BLUE WAVE THE ROCK ODYSSEY 2004
- V-ROCK FESTIVAL
- AOMORI ROCK FESTIVAL
- 秋田CARAVAN MUSIC FES
- 朝霧JAM
- 旭川ライブジャム
- ASIAN KUNG-FU GENERATION presents NANO-MUGEN FES.
- ARABAKI ROCK FEST.
- EAT THE ROCK
- いしがきミュージックフェスティバル
- イナズマロックフェス
- IMAIKE GO NOW
- VISUAL JAPAN SUMMIT
- うたのありか
- ウドー・ミュージック・フェスティバル
- AIR JAM
- エキサイティング・サマー・イン・ワジキ
- FM.W
- エレクトロックス
- 男鹿ナマハゲロックフェスティバル
- OTODAMA 音泉魂
- OTO TO TABI
- おと酔いウォーク
- 音楽と髭達
- COUNTDOWN JAPAN
- 風とロック芋煮会
- 勝手にニューポート
- Canada WET
- COMIN'KOBE
- 氣志團万博
- 騎馬武者ロックフェス
- 京都音楽博覧会
- 京都大作戦
- THE GREAT SATSUMANIAN HESTIVAL
- 気仙沼サンマフェスティバル
- 小岩井ロックフェスティバル
- 神戸ストラット
- CIRCLE (イベント)
- THE CAMP BOOK
- SATANIC CARNIVAL
- SANUKI ROCK COLOSSEUM
- サマーソニック
- サンセットライブ
- シマネジェットフェス
- 下北沢にて
- JACK IN THE BOX (イベント)
- JAPAN CIRCUIT
- JAPAN JAM
- JOIN ALIVE
- 湘南音祭
- 情熱大陸SPECIAL LIVE SUMMER TIME BONANZA
- Jin Rock Festival
- J-POPサミット
- SWEET LOVE SHOWER
- Sky Jamboree
- スパクル☆ナイト
- SPA SONIC
- スプリングルーヴ
- スペースシャワー列伝
- SETSTOCK
- SEVENTH HEAVEN 七ヶ浜ビーチフェスティバル
- 閃光ライオット
- SOUL CAMP (ヒップホップ・フェスティバル)
- TAICOCLUB
- 高塔山ジャム
- 高塔山ロックフェス
- TOWER RECORDS presents Bowline
- DEAD POP FESTiVAL
- 寺フェス in 山形県朝日町若宮寺
- でらロックフェスティバル
- テレビ朝日ドリームフェスティバル
- 天嘉 (イベント)
- TENJIN ONTAQ
- トアロード・アコースティック・フェスティバル
- TOKYO CALLING
- Don't Stop Music Fes.TOCHIGI
- NAONのYAON
- 長田大行進曲
- 中津川 THE SOLAR BUDOKAN
- NUMBER SHOT
- 日本幻野祭
- New Acoustic Camp
- ネコフェス
- 年末ソウル・フラワー祭
- NO NUKES
- ハイドパーク・ミュージック・フェスティバル
- HIGHER GROUND
- HAZIKETEMAZARE FESTIVAL
- 八食サマーフリーライブ
- HAPPY JACK
- HAWAIIAN6 presents ECHOES
- HAWAIIAN6 & FUCK YOU HEROES presents 1997
- パンクスプリング
- Pump up the volume
- PIA MUSIC COMPLEX
- BEAST FEAST
- BEAT CHILD
- ビクターロック祭り
- ピースフルラブ・ロックフェスティバル
- ビッグビーチフェスティバル
- VIVA LA ROCK
- 百万石音楽祭〜ミリオンロックフェスティバル〜
- HIROSHIMA MUSIC STADIUM
- フジロックフェスティバル
- FREEDOM NAGOYA
- ブリティッシュ・アンセムズ
- BAYCAMP
- ヘヴィメタル・フェスティバルの一覧
- BOYZ OF SUMMER
- Hostess Club Weekender
- ホットフィールド
- POP HILL
- ポップスプリング
- ポルノ超特急
- マキタ学級大文化祭
- マグマ (音楽イベント)
- MASTER PEACE
- Marugame Groove
- 未確認フェスティバル
- 見放題
- みやこ音楽祭
- THE 夢人島 Fes.
- 宗像フェス
- MURO FESTIVAL
- MEGA☆ROCKS
- METROPOLITAN ROCK FESTIVAL
- MERRY ROCK PARADE
- MONGOL800 ga FESTIVAL What a Wonderful World!!
- MONSTER baSH
- YATSUI FESTIVAL!
- 闇鍋音楽祭
- YON FES
- ライジング・サン・ロックフェスティバル
- LOUD PARK
- RUSH BALL
- りんご音楽祭
- RADIO CRAZY
- ROAD to Red
- ROCK IN JAPAN FESTIVAL
- ROCKS TOKYO
- ロックの学園
- ロックロックこんにちは!
- ロックンロールオリンピック
- ワールド・ハピネス
- WILD BUNCH FEST.
- ワンステップフェスティバル

## 日本のロック雑誌
- ROCKIN'ON JAPAN
- BURRN!